# Hygrosoma petersii
Hygrosoma petersii is een zee-egel uit de familie Echinothuriidae.
De wetenschappelijke naam van de soort werd in 1880 gepubliceerd door Alexander Agassiz.